# Arrondissement Strasbourg-Ville
Strasbourg-Ville (Straatsburg-Stad) is een voormalig arrondissement van het Franse departement Bas-Rhin in de inmiddels opgeheven regio Elzas. De onderprefectuur was Straatsburg. Op 1 januari 2015 is het arrondissement opgeheven en opgegaan in het huidige arrondissement Strasbourg.

## Kantons
Het arrondissement was samengesteld uit de volgende kantons:
- Kanton Strasbourg-1
- Kanton Strasbourg-2
- Kanton Strasbourg-3
- Kanton Strasbourg-4
- Kanton Strasbourg-5
- Kanton Strasbourg-6
- Kanton Strasbourg-7
- Kanton Strasbourg-8
- Kanton Strasbourg-9
- Kanton Strasbourg-10

Ieder van deze kantons omvatte alleen een deel van de stad zelf, de kantons omvatten geen gemeentes buiten Straatsburg.